# San Michele (Messina)
San Michele è una frazione collinare della V circoscrizione del comune di Messina,  distante circa 3 km dal centro cittadino, nella vallata del torrente omonimo, affluente del torrente Giostra.

## Toponimo
Il paese deve il suo al culto di San Michele, a cui è dedicata la chiesa del villaggio.

## Storia
La località di San Michele è citata in un documento medievale del 31 gennaio 1270 ("In Lomaria Sancti Michaelis Iuxta Vineam Eiusdem Ecclesiae"- tabulario S. Maria di Malfinò), costituito dall'atto di divisione dei beni del giudice Ruggero Bonifacio in cui è elencata, appunto, tra i beni, una vigna sita nella fiumara di San Michele.
Il villaggio ha però origini molto più antiche, in quanto essendo posto dopo il valico dei monti Peloritani, era luogo di sosta prima di arrivare a Messina.
Bisogna giungere all'anno 1518 per ritrovare altre tracce storiche del paese, allorché venne costruita dai Cavalieri di Malta la prima chiesa del villaggio dedicata a San Michele.
Prima di questa data, gli abitanti si riunivano in una cappelletta dedicata a Santa Domenica.
Nell'archivio parrocchiale si conserva un registro dell'epoca, attestante il nome della santa.
La peste del 1743 non risparmiò i coloni del torrente San Michele, che secondo il computo dello studioso Domenico Gallo, di 168 abitanti, ne perirono 20.
I cadaveri furono sepolti attorno alla chiesetta di San Michele, all'esterno di essa, ed essendo giustamente terrorizzati gli animi, si vietò ai contadini, sotto pena di scomunica “ipso facto”, di scavare il terreno che recingeva il tempio sino a 8 palmi.
Nel 1744 la chiesa venne restaurata e ristrutturata; e nel 1814 ampliata secondo il progetto di Andrea Arena.
Nel 1863, un'alluvione fece gravissimi danni al villaggio e lo straripamento del torrente causò l'interramento delle case e della chiesa, che venne poi riedificata.
Un quadro del secolo XVI, raffigurante la Madonna, posto sull'altare maggiore, fu distrutto da un incendio, il 2 luglio 1890; e il Comune donò un quadro raffigurante “San Francesco di Paola” del pittore Letterio Subba (Messina 1787-1868).
Dopo il disastroso terremoto del 1908 la parrocchia, gravemente danneggiata nelle parti alte, fu chiusa al culto. La chiesa nel 1933 rischiò di essere demolita per far posto ad una nuova costruzione già progettata, ma per opera dei Padri del collegio di Sant'Ignazio fu ricostruita e consacrata il 3 agosto 1940.

## Chiesa
La chiesa del villaggio è dedicata a San Michele.
Ricostruita nel 1940 (vedi sopra), al suo interno si trovano, in due nicchie, una statuetta di San Luigi e di Santa Lucia, e un dipinto (olio su tela) del 1802 con, a tratto delicato, la Madonna del Rosario tra San Domenico e Sant'Antonio e le anime del Purgatorio.
Nella parte inferiore della tela, leggiamo che fu commissionata, in segno di devozione, da un certo Giuseppe Giacobello e che subì un intervento di restauro nel 1976.
La statua del santo patrono (San Michele) è un'opera del 1887 di Gaetano Pettinato.
La statua lignea della Madonna del Rosario, sostituisce l'originale in tela pesta del 1881.
Recentemente la vecchia statua della Madonna è stata riportata in chiesa e posta nel salone parrocchiale, in attesa di essere restaurata.

## Costruzioni di pregio storico
Risalendo il torrente, a sinistra, si erge su un poggio “Villa Natoli” una residenza neogotica di fine ottocento, appartenuta prima ai marchesi Cardillo e acquistata poi dai baroni Natoli; che si presenta, oggi in un precario stato di conservazione; nonostante sia un edificio di pregio architettonico, sottoposta al vincolo dei Beni Culturali.
Attorno alla villa è ancora possibile vedere delle fontane ottocentesche, la parete e la grotta; di pregio è lo cosiddetta “Fontana ad onde” caratterizzata da graziose onde risaltate.
Oggi la Villa Natoli è in fase di profonda ristrutturazione, al fine di realizzare una clinica medica di alto livello ad opera di privati.